# Andrés Vásquez (futbolista)
Andrés Javier Vásquez Rueda-Pinto (Breña, Provincia de Lima, Perú, 16 de julio de 1987) es un futbolista peruano nacionalizado sueco. Jugó como interior izquierdo.

## Trayectoria
Andrés Vásquez nació en Breña (Lima), pero vive con su familia en Suecia desde los 2 años. En 1997 se unió al club IFK Göteborg, jugando primero en las ligas menores, hasta su debut en el equipo mayor en el año 2005.
El 7 de mayo del 2007 marcó un gol de 'rabona' al Örebro SK que dio la vuelta al mundo por su espectacularidad. Este gol lo dio a conocer en su país natal, donde no era tan conocido como hasta la fecha.
El pasado 29 de noviembre, Vásquez se desvinculó del IFK Goteborg tras once años en ese club. El 3 de diciembre se hizo público a los medios que Andrés había sido contratado por 3 años por el FC Zürich de Suiza para cubrir el mediocampo en esta temporada 2007/08 luciendo la camiseta número 9, además de la oportunidad de participar en la Copa de la UEFA 2007/08 donde el FC Zürich llegó a 'dieciseisavos de final', perdiendo contra el Hamburgo por una sumatoria de 3 goles a 1.

## Selección nacional
La Selección de fútbol de Suecia lo convocó para integrarse al plantel Sub-21, y Andrés jugó algunos partidos amistosos con ellos, pero debido a la fama que se ganó en Perú por el gol de 'rabona' y la cercanía de las eliminatorias Sudáfrica 2010, consideró jugar para la Selección de fútbol del Perú y renunciar a vestir la camiseta sueca.
En septiembre del 2007 el director técnico de la Selección Peruana, José "Chemo" Del Solar, viajó a Suecia y se reunió con Andrés para conocerlo y conversar acerca de un posible futuro en la selección peruana. "Primero quiero jugar, deseo recuperar mi nivel y luego el llamado de Chemo llegará seguramente. Yo no quiero apurarme" dijo Andrés en aquel entonces, en una entrevista para el diario El Comercio de Perú.
Rechaza el llamado de la selección peruana de fútbol para el partido amistoso contra Costa Rica, no siendo convocado nunca más.

## Clubes
| Club                | País   | Año       |
| ------------------- | ------ | --------- |
| IFK Göteborg        | Suecia | 2005-2007 |
| FC Zürich           | Suiza  | 2007-2010 |
| Grasshoppers Zúrich | Suiza  | 2011      |
| BK Häcken           | Suecia | 2011-2013 |
| FC Wil              | Suiza  | 2014-2016 |

## Palmarés

### Campeonatos nacionales
| Título      | Club         | País   | Año  |
| ----------- | ------------ | ------ | ---- |
| Allsvenskan | IFK Göteborg | Suecia | 2007 |